# Cyperus distans
Cyperus distans är en halvgräsart som beskrevs av Carl von Linné d.y.. Cyperus distans ingår i släktet papyrusar, och familjen halvgräs. IUCN kategoriserar arten globalt som livskraftig. Inga underarter finns listade i Catalogue of Life.